# Levantul
Levantul este o epopee postmodernă de Mircea Cărtărescu, scrisă după formula epopeilor clasice ale literaturii române (de exemplu, la Dimitrie Bolintineanu). Levantul a apărut prima oară la editura Cartea Românească, București, 1990, ISBN 973-23-0236-4.
Naratorul prezintă călătoria dinspre Levant la București a unui tînăr revoluționar, care, cu ajutorul unui mic grup de prieteni (un pirat, un inventator, un francez, o tînără căuzașă) reușesc să înlăture domnitorul fanariot de la București.
Textul este, însă, o adevărată recapitulare a istoriei literaturii române. Autorul parodiază autori cunoscuți și mai puțin cunoscuți, texte esențiale ale literaturii, de la Scrisoarea lui Neacșu din Cîmpulung, Conachi, Anton Pann, Eliade și Alecsandri pînă la poeții sec. XX, Arghezi, Ion Barbu, Ștefan Augustin Doinaș, Nichita Stănescu.
Tonul general este provenit de la istoricii romantici ai naționalismelor din sec. XIX. Autorul intervine frecvent pentru a sublinia că epopeea e doar un text. Toate procedeele (parodia, citatul omagial, ironia, obiectivarea textului) sînt procedee postmoderne.

Epopeea fiind umoristică, ea e practic o anti-epopee, ca romanul „Bravul soldat Svejk”.